# Agathon Nickolin
Agathon Stenersen Nickolin (født 27. november 1826 i Store Heddinge, død 22. januar 1910 i København) var en dansk officer.

## De slesvigske krige
Han var søn af afskediget karakteriseret major Herman Nickolin (1774 - 31. oktober 1852, gift 1. gang 1805 med Catharina Amalia Smidt, 1782-1807) og Karen Sophie Hauberg (1795-1877). Han blev landkadet 1839, sekondløjtnant 1844 (med aldersorden fra 1843) og ansattes 1845 ved 7. Bataljon, med hvilken han som adjudant deltog i Treårskrigen og var med i de fleste fægtninger og slag. I 1849 blev han premierløjtnant og Ridder af Dannebrogordenen. Særlig udmærkede han sig under Frederiksstads forsvar, da han blev kompagnikommandør. Efter fredsslutningen gjorde Nickolin tjeneste ved flere forskellige afdelinger, indtil han i 1855 blev ansat som skoleofficer og lærer i eksercits ved Landkadetkorpset. Ved udnævnelsen til kaptajn af 2. klasse 1860 (1. klasse 1862) kom han til 15. Bataljon og deltog 1864 ved 15. Regiment i forsvaret af Dybbøl og Als.

## Departementschef og general
Fra 1864 til 1870 var han ansat ved 21. og 15. Bataljon, men kom så som stabschef ved 1. jyske Brigade til Aarhus, hvorfra han i 1873 kaldtes til Krigsministeriet som departementschef og kort efter forfremmedes til oberst. Efter seks års administrativ virksomhed afgik Nickolin 1879 fra ministeriet, da krigsministeren, Wilhelm Kauffmann, af hensyn til Københavns Befæstning ønskede nye Kræfter i ministeriet (J.J. Bahnson). Nickolin blev ansat som chef for Livgardens Linjebataljon og i 1883 som chef for 3. Regiment, hvorefter han ved forfremmelsen til generalmajor 1885 blev chef for 1. jyske Brigade, i 1888 chef for 1. sjællandske Brigade og i 1891 generalinspektør for fodfolket. Han var blevet Dannebrogsmand 1875, Kommandør af 2. grad 1879 og af 1. grad 1886. Sin militære karriere afsluttede Nickolin som generalløjtnant og kommanderende general i 2. Generalkommandodistrikt fra 1895 til 1896, efter at han 1894 var blevet hædret med Storkorset og i 1879 var udnævnt til kammerherre.

## Tillidshverv
I sin lange tjenestetid havde Nickolin mange tillidshverv. Han var således 1871 udkommanderet til den preussiske hær i Frankrig, 1883 til troppeøvelser i Sverige; blev i 1878 medlem af en under Finansministeriet nedsat kommission til revision af lønningslovene for samtlige ministerier, 1884 medlem af en tjenestereglementskommission og 1890 formand i en kommission, der havde at udtale sig om ammunitionsforsyningen til de 8 mm.s geværer. I 1883 var han attacheret kavalér hos kejser Alexander III af Rusland og i 1888 hos den østrigske ærkehertug Vilhelm under disse fyrsters ophold i København.
Nickolin blev gift 7. februar 1867 i Garnisons Kirke med Ellena Harriet Schiødte Philipsen (29. november 1838 i København - 18. juli 1906 sammesteds), datter af grosserer Christian Arnold Philipsen (1808-1860) og Belle Hanne Sara Emma Schiødte (1814-1854).
Han er begravet på Garnisons Kirkegård.
Han er gengivet i xylografier af H.P. Hansen 1889 og 1910. Fotografier fra 1895 og 1896 (Det Kongelige Bibliotek).